# إبراهيم البحري
إبراهيم البحري؛ مواليد 26 مارس 1986 في تاونات، المغرب، هو لاعب كرة قدم مغربي يلعب في النادي الرياضي الصفاقسي كلاعب وسط، منذ موسم 2014-2015. بدأ إبراهيم البحري مسيرته الرياضية عام 2006 مع نادي الجيش الملكي.

## الجوائز والإنجازات

### الإنجازات مع النادي أو المنتخب
| النادي أو المنتخب       | البطولة   | مرات الفوز | الأعوام أو المواسم |
| ----------------------- | --------- | ---------- | ------------------ |
| منتخب المغرب لكرة القدم | كأس العرب | 1          | 2012               |

## روابط خارجية
- إبراهيم البحري على موقع الاتحاد الدولي (مؤرشف)  (الإنجليزية)
- إبراهيم البحري على موقع رابطة كرة القدم الفرنسية للمحترفين (الإنجليزية)
- إبراهيم البحري على موقع قاعدة بيانات كرة القدم.إي يو (الإنجليزية)
- إبراهيم البحري على موقع ليكيب (الفرنسية)
- إبراهيم البحري على موقع ناشيونال فوتبول تيمز (الإنجليزية)